# Ivan Humar
Ivan Humar, italijanski politik slovenskega rodu, * 7. avgust 1944, Števerjan, Italija. 
V Gorici je leta 1965 je končal šolanje na strokovnem zavodu »Leonardo da Vinci« in se naslednje leto kot bolničar zaposlil v goriški umobolnici. Že kot dijak je deloval v kulturnem društvu »Briški grič«, katerega je kot predsednik v letih 1967−1974 tudi vodil. Na listi Občinske enotnosti je leta sodeloval in bil izvoljen v občinski svet občine Števerjan. Na isti listi je bil za občinskega svetnika izvoljen še leta 1985 in 1990. Leta 1990 je postal tudi župan občine Števerjan. V obdobju njegovega županovanja je bil leta 1991 sprejet občinski statut, v katerem so zapisane vse zakonske zaščite  Slovencev, ki so si jih občani v tistih letih priborili. 